# Wjatscheslaw Iwanowitsch Daschitschew
Wjatscheslaw Iwanowitsch Daschitschew (russisch Вячеслав Иванович Дашичев; * 9. Februar 1925 in Moskau; † 1. Juni 2016 ebenda) war ein russischer Politologe und Historiker, der zu Ostblock-Zeiten maßgeblich zur Ost-West-Entspannung beitrug.
Nach Einschätzung des Hamburger Landesamtes für Verfassungsschutz vom April 2008 war Daschitschew eine „internationale Größe des Rechtsextremismus“.

## Leben
Daschitschew war ein Sohn des Generals Iwan Fjodorowitsch Daschitschew (1897–1963). Er nahm 1943–45 an der 4. ukrainischen Front als Erkundungsoffizier am Zweiten Weltkrieg teil. 1945–49 studierte er an der Lomonossow-Universität Neuere Geschichte und lehrte zugleich an der Militärakademie „M.W. Frunse“. Bis 1953 studierte er, um dann bis 1959 als Editor der Abteilung für ausländische Militärtheorie des Magazins Militärwissenschaft zu arbeiten. 1959–1968 leitete er die Abteilung Ausländische Militärgeschichte des Militärhistorischen Magazins.
1973 als Historiker promoviert, leitete er bis 1990 die Abteilung für außenpolitische Probleme am Institut für internationale wirtschaftliche und politische Studien (ИЭМСС) der Russischen Akademie der Wissenschaften. Zu Beginn der Perestroika war er auch Professor der Diplomatischen Akademie des sowjetischen Außenministeriums. Er fungierte für Michail Sergejewitsch Gorbatschow als außenpolitischer Berater und galt als Wegbereiter von Ost-West-Entspannung, der Deutschen Einheit und ganz allgemein für Menschenrechte, Demokratie und Marktwirtschaft. 
Im Juni 1988 wurden Äußerungen von Daschitschew zur Mauer an der innerdeutschen Grenze im Westen bekannt.
1991 lehrte er, der fließend und gut Deutsch sprach, als Gastprofessor an der FU Berlin, 1992 an der Ludwig-Maximilians-Universität München und 1996 an der Universität Mannheim. Mit dem Bundesinstitut für ostwissenschaftliche und internationale Studien wurden zu dieser Zeit Pläne wirtschaftlicher Zusammenarbeit für Kaliningrad entwickelt. 1995 erhielt er den Friedrich Joseph Haass-Preis zur deutsch-russischen Verständigung. 1998 kehrte er nach Russland zurück und arbeitete bis 2006 am Zentrum für internationale ökonomische und politische Studien des Institutes für Wirtschaft der Russischen Akademie der Wissenschaften.
Daschitschews Beitrag zur deutschen Wiedervereinigung und zur Beendigung des Kalten Krieges wurde von Gorbatschows Hauptberater, Anatoli Tschernjajew, 1999 so bewertet:

„Aus der Vielzahl der wissenschaftlichen Quellen, die Gorbatschow zur Information über die deutschen Angelegenheiten und auch über die des ,sozialistischen Lagers‘ dienten, wären die analytischen Notizen von Wjatscheslaw Daschitschew zu nennen. Seine Einschätzungen der Vorgänge in Deutschland und seine Empfehlungen wiesen – im Gegensatz zur Mehrheit der anderen – in die richtige Richtung.“

Er diskutierte u. a. in der Körber-Stiftung.

## Verbindungen zu rechtsextremen Kreisen
Im Laufe der Zeit wandte sich Daschitschew vermehrt rechtsextremen Kreisen zu. Er war Vorstandsmitglied der Kontinent Europa Stiftung  des Rechtsextremisten Patrik Brinkmann. Außerdem gab er dem rechtsextremen Verleger Gerhard Frey einige Interviews und publizierte Artikel in der National-Zeitung. Er wurde vom damaligen Vorsitzenden der Gesellschaft für freie Publizistik, Andreas Molau, mit einer Medaille ausgezeichnet und trat auf einem Parteitag der Deutschen Volksunion sowie auf Veranstaltungen der NPD auf. Nach den Recherchen des Fachjournalisten der taz Andreas Speit wurde im Mai 2008 der Auftritt von Daschitschew bei der Staats- und Wirtschaftspolitischen Gesellschaft abgesagt, u. a. weil Daschitschew auch bei der NPD sowie der Gesellschaft für freie Publizistik aufgetreten war: „Nach Angaben norddeutscher Verfassungsschutzbehörden ist der Russe eine ‚internationale Größe des Rechtsextremismus‘.“ Auch sein Vortrag am Vormittag beim Deutschen Marinebund wurde abgesagt.

## Publikationen
- mit Carl Gustaf Ströhm:  Die Neuordnung Mitteleuropas. Koehler Verlag. 1991
- Moskaus Griff nach der Weltmacht. Die bitteren Früchte hegemonialer Politik. E. S. Mittler Verlag. Hamburg, Berlin, Bonn. 2002; mit einem Vorwort von Michail Gorbatschow und einem Prolog von Hans-Dietrich Genscher.
- Von Stalin zu Putin. Auf der Suche nach Alternativen zur Gewalt- und Herrschaftspolitik. Russland auf dem Prüfstand. Ares Verlag, Graz 2015.[9]

## Verweise
1. ↑  Kein Gastspiel für Professor Daschitschew taz 9. Mai 2008
2. 1 2  Anton Maegerle: Die Internationale der Nationalisten: Verbindungen bundesdeutscher Rechtsextremisten – am Beispiel von NPD/JN – zu Gleichgesinnten in ausgewählten osteuropäischen Staaten. In: Stephan Braun, Alexander Geisler, Martin Gerster: Strategien der extremen Rechten. Verlag für Sozialwissenschaften, Wiesbaden 2009, ISBN 978-3-531-15911-9, S. 461ff. (465f.).
3. ↑  http://dip21.bundestag.de/dip21/btd/17/046/1704648.pdf
4. ↑  „Die Mauer wird verschwinden müssen. Sowjetischer Außenexperte Daschitschew verblüfft in Bonn / Perestrojka verteidigt“. Die Welt 9. Juni 1988.
5. ↑  Warum der 2.Weltkrieg 1939 entstand - mit S. Haffner, E. Jäckel / Hitler-Stalin-Pakt. Abgerufen am 6. Januar 2023 (Daschitschew als Teilnehmer einer Historikerdiskussion (YouTube)).
6. ↑   (Seite nicht mehr abrufbar, festgestellt im März 2018. Suche in Webarchiven)
7. ↑  Auf kurzem Weg von links nach rechts, von Andreas Förster, Berliner Zeitung 5. August 2004
8. ↑  Kein Gastspiel für Professor Daschitschew taz 9. Mai 2008
9. ↑  Rezension in der FAZ

| Personendaten    | Personendaten                          |
| ---------------- | -------------------------------------- |
| NAME             | Daschitschew, Wjatscheslaw Iwanowitsch |
| ALTERNATIVNAMEN  | Дашичев, Вячеслав Иванович (russisch)  |
| KURZBESCHREIBUNG | russischer Politologe und Historiker   |
| GEBURTSDATUM     | 9. Februar 1925                        |
| GEBURTSORT       | Moskau                                 |
| STERBEDATUM      | 1. Juni 2016                           |
| STERBEORT        | Moskau                                 |